# 965 (numero)
Novecentosessantacinque (965) è il numero naturale dopo il 964 e prima del 966.

## Proprietà matematiche
- È un numero dispari.
- È un numero composto, con 4 divisori: 1, 5, 193, 965. Poiché la somma dei suoi divisori (escluso il numero stesso) è 197 < 965, è un numero difettivo.
- È un numero semiprimo.
- È un numero malvagio.
- È parte delle terne pitagoriche  (124, 957, 965), (387, 884, 965), (475, 840, 965), (579, 772, 965), (965, 2316, 2509), (965, 18612, 18637), (965, 93120, 93125), (965, 465612, 465613).
- È un numero nontotiente (come tutti i dispari, ad eccezione del numero 1).
- È un numero intero privo di quadrati.
- È un numero congruente.

## Astronomia
- 965 Angelica è un asteroide della fascia principale del sistema solare.
- NGC 965 è una galassia spirale della costellazione della Balena.
- IC 965 è una galassia nella costellazione di Boote.

## Astronautica
- Cosmos 965 (con vettore Kosmos-3M) è un satellite artificiale russo.

## Altri ambiti
- L'i965 è un chipset Intel.
- La ZAZ 965 è stata un'automobile prodotta dall'azienda ZAZ in Ucraina, fino all'anno 1969.
- Departmental route 965 è una strada in Francia.
- Pennsylvania Route 965 è una autostrada in Pennsylvania, Stati Uniti d'America.